# 補欠選挙
補欠選挙（ほけつせんきょ）は、議会における議員の欠員を補充するための選挙。補選（ほせん）ともいう。当選者は前任者の残任期間を在任する。

## 日本の場合
日本の補欠選挙制度については、公職選挙法に具体的な規定がある（以下、特に定めない限り「○条」は公職選挙法の条文を指す）。

### 国政選挙

#### 実施要件
第113条に規定がある。具体的には欠員の数が以下の人数に達したときに補欠選挙が実施される。
1. 衆議院小選挙区では1人（=欠員が生じたとき）
2. 参議院選挙区では通常選挙における当該選挙区の議員定数（すなわち改選議席数）の4分の1を超えるとき（東京都選挙区、神奈川県選挙区、埼玉県選挙区、愛知県選挙区及び大阪府選挙区で2人[注釈 1]、それ以外の選挙区では1人（=欠員が生じたとき））
3. 衆議院比例代表および参議院比例代表では、再選挙の対象となる当選人不足数[注釈 2]をあわせて定数の4分の1を超えるとき

このうち3.のケースでは、議員の辞職・死亡があっても基本的には繰上補充が行われて欠員が生じにくいため、これまで比例代表の補欠選挙が行われた例はない。
また、参議院議員通常選挙が行われる場合には、非改選の参議院議員の欠員数が2.や3.の基準に達していなくても、通常選挙と合併する形で補欠選挙を行う（合併選挙、第113条第3項）。
中選挙区時代の衆議院では、選挙区の欠員が2名に達した時に補欠選挙が執行されていた（ただし定数1の奄美群島区は例外）が、定数3人から5人を基本とする中選挙区制で欠員が2名に達した事例は少なく、第二次世界大戦後に中選挙区制が存在した49年間で補欠選挙は19回に留まった。そのため、任期満了（解散も含む）時には、衆議院の欠員が10人を超えていたことも珍しくなかった。

#### 実施日程
第33条の2第2項に規定がある。投票日は、特に定めのない場合は、補欠選挙を行う事由の生じた時期により以下のスケジュールで行われる。
- 投票日：4月第四日曜日
  - 9月16日 - 翌年3月15日（第1期間）に補欠選挙（場合によっては再選挙）を行う事由が生じた場合、当該期間直後の4月第四日曜日に投票
  - 統一地方選挙が実施される年は、統一選後半戦と同時に実施。
  - 再選挙の期日に投票実施する場合を除く（第33条の2第5項）。
- 投票日：10月第四日曜日
  - 3月16日 - 同年9月15日（第2期間）に補欠選挙を行う事由が生じた場合、当該期間直後の10月第四日曜日に投票
  - 参議院議員通常選挙の期日に投票実施する場合を除く（第33条の2第3項から第4項）。
  - 再選挙の期日に投票実施する場合を除く（第33条の2第5項）。

この、期日を集約して行われる補欠選挙は、統一補欠選挙（統一補選）とも呼ばれる。なお、再選挙（選挙を無効として行われるもの）のうち、公職選挙法違反による当選無効の場合における再選挙も、再選挙を行う事由が生じた期日を基準として統一補選と同時に行われる。
かつての補欠選挙は、補欠選挙を行うべき事由が生じた時から40日以内に行う、とされていた。しかし、総選挙に小選挙区制が導入された1996年以降は、全国的に補欠選挙の回数が増大していった。回数があまりも多いために、選挙事務にかなりの費用がかかり、有権者の関心も薄くなってしまったため、2000年の公職選挙法改正によって、原則として年2回に統一する現在の方式になった。
2019年4月の国政補欠選挙は天皇の譲位等に近いことなどを考慮して1週間前倒しとなり、第三日曜日の4月21日が投票日となった。 
補欠選挙は一部地域限定ではあるが、大型国政選挙の間における有権者の審判として注目され、総理大臣の進退にも直結する。例として2008年の山口2区補欠選挙では自民党候補が落選して福田康夫が9月に辞任し2021年4月の補欠選挙では菅義偉の総裁選不出馬につながった。
統一補欠選挙以外の日程
- 参議院議員通常選挙の期日に投票実施する場合

衆議院議員の補欠選挙においては、参議院議員通常選挙の行われる年の第2期間の初日（3月16日）以降の国会開会中（なお、参議院議員任期満了54日前まで国会が閉会になっているときは54日前）までに補欠選挙の事由が生じたときは、参議院議員通常選挙と同時に補欠選挙を行う（第33条の2第3項）。この条項が適用された例としては、2007年に衆議院岩手1区・熊本3区選出議員補欠選挙が第21回参議院議員通常選挙と同時に実施された例がある。
参議院議員通常選挙が行われる年の3月16日から選挙公示の前日までに、非改選の参議院議員が欠員となったことで補欠選挙を行うべき事由が生じた場合、あるいは非改選の参議院議員について欠員が発生したものの、補欠選挙を行う規定数に達しないまま通常選挙の公示を迎えた場合には、統一補欠選挙形式ではなく、参議院議員通常選挙の当該選挙区の改選定数を増やして合併選挙を行う（第33条の2第4項）。その場合、当該選挙区において通常改選定数より下位で当選した候補者は、非改選議席での当選者扱いとみなされ、任期はほかの当選者より短くなる。例えば、改選定数5（通常改選定数4）の場合、1位から4位の当選候補者は通常と同じ6年間の任期を務められるが、5位の当選候補者は補欠選挙の当選者であるため、任期は3年となる。
- 再選挙の期日に投票実施する場合

参議院議員の補欠選挙については、統一対象外再選挙が行われる場合は、その再選挙の際に補欠選挙を行うものと規定している（第33条の2第5項）。一方、衆議院議員総選挙のときに、参議院議員の補欠選挙の事由が生じても、総選挙の期日が統一補欠選挙の期日と同一にならない限り、同時に行われることはない。
なお、以下の場合は補欠選挙が実施されない。
- 議員任期が終わる日の6か月前の日が属する第1期間又は第2期間の初日以降に実施事由が生じた補欠選挙は行わない（第33条の2第6項）[注釈 11]。
- 衆議院・参議院の選挙区で欠員が生じたときに、最下位当選者と同票を獲得しくじ引きにより落選した候補者がいる場合は、その候補者が繰り上げ当選となり、補欠選挙は行わない（第97条第1項）。
- 参議院選挙区選出議員が当選後3か月以内に欠員となった場合は、当該選挙区において次点の法定得票に到達した候補者が繰り上げ当選となり、補欠選挙は行わない（第97条第2項）。
- 選挙無効訴訟において該当する選挙区では補欠選挙を実施できない（第33条の2第7項。例として1987年参議院神奈川県選挙区の補選、2005年衆議院東京都第4区の補選、2015年衆議院北海道第5区の補選、2018年衆議院沖縄県第3区の補選がある）。

#### 統一補欠選挙制度導入後に補欠選挙が実施されなかった年
2000年の統一補欠選挙制度導入後、2014年までは毎年、補欠選挙が実施されたが、2015年には初めて年間を通じて衆参両院の全選挙区でまったく補欠選挙が実施されなかった。以後、何度か年間を通じて補欠選挙が実施されなかった年がある。
ただし、統一補欠選挙制度導入以降、補欠選挙が実施されなかった年でも、すべての年に補欠選挙実施事由は生じており、両院の全選挙区で実施事由がまったく生じなかった年は一度もない。
以下に補欠選挙が実施されなかった年と実施事由、補欠選挙を実施しなかった経緯の一覧を記す。
- 2015年
  - 2015年6月1日に町村信孝（衆議院北海道5区・自由民主党）が死去したことにより、同年10月25日の補選実施事由が生じたが、2014年12月に実施された第47回衆議院議員総選挙の一票の格差をめぐり、選挙無効を求める訴訟が終結していなかったため、2016年4月まで先送りされた[3]。この年は衆議院議員総選挙・参議院議員通常選挙も含め、国政選挙が全く実施されなかった。
- 2017年
  - 2017年3月17日に白石徹（衆議院愛媛3区・自由民主党）が、同年7月25日に木村太郎（衆議院青森4区・自由民主党）が、同年8月18日に長島忠美（衆議院新潟5区・自由民主党）がそれぞれ死去したことにより同年10月22日の補選実施事由が生じたが、第194回国会中の同年9月28日に衆議院が解散（国難突破解散）されたため、補欠選挙は実施されず、愛媛3区と新潟5区の欠員分は第48回衆議院議員総選挙で選出。青森4区は欠員のまま選挙区が廃止された。
- 2018年
  - 2018年9月13日に玉城デニー（衆議院沖縄3区・自由党）が2018年沖縄県知事選挙に立候補し退職（自動失職）したことにより、同年10月28日の補選実施事由が生じたが、2017年10月に実施された第48回衆議院議員総選挙の一票の格差をめぐり、選挙無効を求める訴訟が終結していなかったため、2019年4月まで先送りされた[4]。この年は2015年と同様に国政選挙が全く実施されなかった。
- 今後数年内で参議院議員通常選挙が実施されない年は2026年、2027年、2029年、2030年である。仮にこの年に補欠選挙や衆議院議員総選挙が実施されなければ、2015年や2018年と同様に国政選挙が全く実施されない年になる。

### 地方議会選挙
都道府県議会においては、定員が複数の選挙区で2人以上の欠員が出た時、または定員が1人の選挙区で欠員が出た時に行う。市区町村議会においては、欠員が定数の6分の1を超えた時に補欠選挙が行われる。ただし、この条件を満たさない場合でも、都道府県知事（市区町村長）の選挙等が行われる場合、選挙の告示前（市区町村議の場合は選挙の告示の日前10日）までに欠員があれば、同時に補欠選挙（いわゆる便乗選挙）が行われる。
- このため、中核市・県庁所在地・特別区など、一定の規模を持つ自治体の議会では定数が多い事から、単独で補欠選挙が実施される例は少ないが、多数の欠員が発生し定数の6分の1を超えたことで、国政選挙や市長選などとの便乗選挙に依らずに単独で補欠選挙が行われる事も稀に起きる。
  - 政令指定都市でない県庁所在地都市の市議会での単独補選実施例として、2024年7月の沖縄県那覇市議会補欠選挙がある。この補欠選挙では同年6月の沖縄県議会議員選挙への立候補などで欠員が増加し、定数40のうち7名が欠員となり「定数の6分の1以上の欠員発生」の公職選挙法の補選実施規定に達した事から、1996年以来28年ぶりに単独での補選実施となった[5]。
- 一方で、行政区ごとに選挙区が設定される政令指定都市では、補欠選挙の頻度も高くなりうる。特に、大阪市会ではほとんどの区が定数5人以下（1人の欠員が補欠選挙に直結する）であり、2005年（平成17年）から2024年（令和6年）までの19年間に13回の補欠選挙が行われている[6]。

補欠選挙を行うべき事由が発生した場合、50日以内に行われる。ただし、任期満了の6か月以内に欠員が生じた場合、補欠選挙は行われない。また、選挙無効訴訟が起こされている選挙区では、補欠選挙を実施することができない（第34条第3項）。
当選後3か月以内に欠員となった場合は、参議院選挙区と同様、繰り上げ当選が優先される。

### 備考
- 公職選挙法第87条の2により、2000年5月17日以降に国会議員を辞職や失職した場合、その失職によって行われる補欠選挙の候補者にはなれない規定になった。これは「任期を自ら放棄したことで発生した補欠選挙に立候補をして、再び同じ任期を得ようとすることは合理性を欠く」との判断である。なお、この規定には上記の合併選挙は除くとされている。不祥事を起こしたり、スキャンダルが公知となった議員が一度辞職をした場合、当該議員が辞職をしたことによって発生した補欠選挙には立候補（いわゆる「みそぎ選挙」）をすることができない（他選挙区の補欠選挙であれば可能）。都道府県議、市区町村議会議員の場合は立候補が可能である。
  - 国会議員を退職し、その欠員補充に伴う「合併選挙」に立候補した例として次の例がある。2019年7月の参議院議員通常選挙で神奈川県選挙区で当選していた松沢成文が、2021年8月に施行された横浜市長選挙に立候補し公職選挙法の規定で退職（自動失職）したため、同選挙区に1名（2025年改選）の欠員が生じた（この時点で欠員数1名のため、同選挙区では補選の実施要件に当たらない）。その後、松沢は横浜市長選で落選したが、神奈川県選挙区の欠員分の補充が翌2022年7月の参議院議員通常選挙で「合併選挙」（通常の改選数4名に加えて、5位当選者を欠員補欠分の当選者とし通常任期の半分となる3年の任期とする）として行われる事となったため、松沢は同選挙に立候補が可能となり、日本維新の会公認で立候補し結果は当選して参議院議員に復帰した。さらに松沢は2位で当選した事で通常改選となる6年の任期となり、5位で当選した立憲民主党の水野素子が「合併選挙の要因を作った」松沢の残余となる3年の任期となった。
- 補欠選挙でなお欠員全員が埋まらない場合には再度補欠選挙が行われる。例えば、2014年8月12日告示の神津島村議会補欠選挙（改選数2）では、1人しか立候補の届け出がなく（その候補者は無投票当選）、残り1人の補欠選挙について2014年9月16日告示で行われることになった[7]が、この時の補欠選挙では立候補の届け出が1人もいなかった[8][9][10]ため、最終的に、欠員1の状態が2015年4月の任期満了まで継続することになった。
- 小選挙区選出ではなく、比例代表選出議員の場合、衆議院議員職を辞職した上で補欠選挙（衆議院小選挙区制選挙）に立候補をする（もしくは補選立候補に伴う公職選挙法規定による衆議院議員の自動失職）ということがある。この場合、衆議院議員を辞職したはずの者が、衆議院議員を辞職した直後に衆議院議員の選挙に立候補しているという非常に奇妙な現象が発生してしまう。しかし、以下の要素から、衆議院議員を辞職して衆議院補欠選挙に立候補することがありえる。まず、比例代表選出議員が辞職しても、同じ政党の次点候補が繰り上げ当選となるため、仮に辞職した比例選出議員が補欠選挙で落選したとしても、党組織としては国会の議席勢力に関しては通常デメリットはない[注釈 14]。また、政党が補欠選挙で比例代表復活者以外の候補者を擁立して、尚かつその候補者が当選した場合、一人しか当選しない小選挙区に一政党が二人の立候補予定者を抱えてしまうということになり、次回総選挙の公認調整が難航すると予想される。したがって、党執行部（党幹部）や当該比例代表復活者自身が、公認調整問題をあらかじめ排除しておくため、党本部は比例代表復活者の補欠選挙への立候補を支持し、応援し、当該復活者も次回の衆院選まで待たず衆議院議員職をわざわざ辞職してまで立候補宣言をするわけである。
  - 前述のように衆議院総選挙の比例代表で復活当選後、その職を退く形で衆議院議員補欠選挙に立候補をした事例として、現行の小選挙区比例代表並立制が成立した1996年以降7例発生しており、このうち4例が補欠選挙で当選し実質的に議席を増やした一方、3例が落選して議席の維持に留まっている。また衆議院の比例単独での当選後、その職を退く形で、衆議院選挙区での補欠選挙に立候補した例も散見される。
- 前述の衆議院比例代表区の例に準ずる形で、参議院議員の選挙区の補欠選挙が行われる場合でも、比例代表選出議員が補欠選挙に立候補し、自党の議席を増やそうという事例も生じた。
  - 2019年10月の埼玉県選挙区の補選において、2019年7月の通常選挙でNHKから国民を守る党から比例代表で当選した立花孝志が立候補し落選したものの、立花の退職により同党の浜田聡が繰上補充により当選となったため、同党の参議院での議席を維持した。ただし、立花の場合は自身が当選した任期（2025年まで）よりも短い任期（2022年まで）の補欠選挙に立候補した珍事となっている。
  - やや例が異なるが、2023年4月の大分県選挙区の補選において、2019年7月の通常選挙で社会民主党から比例代表で当選した吉田忠智が、立憲民主党公認候補として補選に立候補したが落選した。吉田の退職により社会民主党の比例名簿から繰上補充の対象者のうち、上位2名が離党などの理由で名簿から抹消されていたため、名簿最下位であった大椿裕子が繰上補充により当選となった。大椿は社会民主党に所属しているため、立憲民主党としては議席の維持に失敗して1議席を失っているが、当時の国会では参議院で立憲民主党と社会民主党は統一会派を結成しているため、会派の構成自体に変化は生じなかった。なお、改選期となった2025年7月の通常選挙では吉田・大椿がそれぞれ立候補し、吉田が大分県選挙区で当選して国政に復帰した一方で、大椿は比例区で落選し議席を失っている。
- 理論上、任期が3年経過した参議院議員が、任期が3年を経過していない議員の欠員に伴う補欠選挙に立候補することで、通常選挙でない時期に選挙、当選を繰り返すことで自分の参議院議員としての在職期間を延ばすことも可能である。
  - この類型に近い形として大川光三（参議院大阪府選挙区・自民党）の例がある。大川は1957年4月の参議院大阪府選挙区補欠選挙（森下政一の死去に伴う）で当選し、森下の残余期間である1959年まで2年の任期であった。その後、1959年4月23日執行予定の赤間文三の任期満了に伴う大阪府知事選挙に、1956年の第4回参議院議員通常選挙で当選していた左藤義詮が立候補した事で参議院議員を退職（自動失職）して欠員が生じ、左藤の欠員（残余任期は1962年まで）を補充する補欠選挙が知事選から1週間後の同月30日（統一地方選後期日程）に実施される事となった[注釈 15]。同年6月2日執行される第5回参議院議員通常選挙には、自民党は現職の中山福蔵に加え、相乗効果を狙って前知事の赤間文三も擁立する事を決め、大川は任期満了が近づいていたが、左藤の補欠選挙に立候補（告示日の同年4月5日付で退職（自動失職））し当選した。これにより大川の任期は左藤の残余期間である1962年まで事実上、延ばすことに成功している。なお、本来の大川の改選期であった6月2日の参議院通常選挙では、自民党の目論見は外れて赤間が約67万票の大量得票でトップ当選したが、現職の中山は約14万票しか獲れず、次点（4位）で落選した。その後、大川はその3年後の1962年の第6回参議院議員通常選挙に立候補したが次点に敗れて落選し、一方で3年前に落選した中山もこの選挙に立候補し、3位に滑り込んで返り咲き当選を果たしている。
- 合併選挙や複数人区での補欠選挙の場合、通常時と選出数が変化するため、政党が実力以上の現職議員を抱えて、次期の公認争いや共倒れなどの要因となることがありうる[11]。
- 公職選挙法第33条の2第7項及び第34条4項により選挙無効訴訟が起こされている選挙区では、補欠選挙を実施することができない。ただし、選挙無効訴訟に関して、「原告が親選挙について選挙無効訴訟を提起しながら、一方で当該補欠選挙にも立候補し、落選後に補欠選挙の無効をも主張」「原告が主張する無効原因としてはその事実が存在しないか一部事実は認められるが選挙規定違反にあたらず、親選挙が無効とされることがないことが客観的に明らかな場合にあたる」「原告が被告（注:選挙管理委員会）に対して口頭意見陳述機会付与申請をしながら、多忙を理由に被告の期日指定に協力せず、約2年4か月後に突如口頭意見陳述機会付与申請を取り下げるなど、訴訟を行う姿勢に相当を欠く行為」がある場合は「選挙無効訴訟の権利濫用にあたる」として1991年4月11日に大阪高裁は補欠選挙の実施を可能とする判決を出している。